# TOUGH (漫画)
『TOUGH』（タフ）は、猿渡哲也による日本の漫画。前作『高校鉄拳伝タフ』の続編で、『週刊ヤングジャンプ』（集英社）において、2003年35号より2012年34号（7月19日発売）まで連載された。単行本は39巻まで刊行された。単行本の帯には毎回、実在の格闘家が漫画に関連するコメントを残している。2015年2月時点で前作『高校鉄拳伝タフ』と本作を合わせたシリーズ累計発行部数は1000万部を突破している。
『高校鉄拳伝タフ』の続編で、主人公の“キー坊”こと宮沢熹一が、2年前の鬼龍との死闘の末に身体に障害を起こしている父親を救うため、暴力団が主催する闇試合『ダークファイト』で闘っている所から始まる。

## あらすじ
19歳になった主人公・宮沢熹一が、鬼龍との死闘により重体の身となった父・静虎の復活、自身の精進のため新道組のヤクザ・新道力丸と手を組む。静虎の回復を機に、闘いの場を闇試合から表の世界の『ハイパーバトル』へと移し世界の頂点を目指す。その後明らかとなった熹一の出生の秘密に迫り、それに絡んで幽玄真影流との争いも描かれていく。

## 登場人物

### 主人公とその縁者
宮沢熹一（みやざわ きいち）
声 - 岩田光央
この作品の主人公。19歳。通称「キー坊」。身長175cm、体重75kg。
父、宮沢静虎から灘神影流を受け継いでおり、現在第15代当主。当主であり、病床に伏す父を守らなければならないという責任と、目前で最も尊敬する父を倒し、なおかつ灘神影流の壊滅を目論む伯父・鬼龍を打倒する意志を強くしていることから、前作と比べてストイックかつ落ち着いた性格となっている。容姿そのものも前作と比べて変化し、髪型が短髪になり、体格が成長している。
本作序盤では、日々鍛錬を続けながら静虎の治療費稼ぎのために戦っていたが、静虎復活後は、自分自身がさらに強くなることを求めて様々な格闘家達と闘う。静虎からは「愛」を、鬼龍からは「試練」を与えられ強くなっていく。
実は静虎とは血の繋がりがない義理の親子（実母・喜恵が静虎と出会う以前に身籠った子）だが、後述の宮沢尊鷹・鬼龍・静虎三兄弟がそれぞれ持つ、どれも非常に稀有な三種の剛脚の特徴である、「軽やかさ」「しなやかさ」「力強さ」を全て兼ね備える玄武の剛脚「玄腿（モンスター・フット）」を持っている。
ハイパーバトル本戦準決勝にて、復活を果たしチームD（ドーゲン）の一員として出場した静虎との戦いに打ち勝ち、父を越えたことを証明してみせた一方、実子でないことが判明しても、特にこだわらず今まで通りの良き親子関係を築いている。
幽玄真影流の猛者たちとの戦いやハイパーバトルで中止になった尊鷹との戦いを経て、ついに実父・日下部覚吾との邂逅を果たす。
宮沢静虎（みやざわ せいこ）
声 - 船木誠勝
熹一の父親で灘神影流第14代当主。他の武術家たちからは「静かなる虎」と恐れられ、熹一からは「史上最強のモラリスト」と呼ばれる人格者。
前作の終盤において双子の兄・鬼龍と激闘を繰り広げるも、奥義「呪怨」を喰らい、心神喪失・半身不随となり、さらには「塊蒐拳」の後遺症で余命半年となる。その後、鬼龍の針を使った施術や兄・尊鷹から塊蒐拳をもう一度受けたことにより、完全回復した。
非常に稀有な剛脚の一種、大地を震わせながら野を駆ける虎の如き力強さを誇る「虎腿（タイガー・フット）」を持つ。詳細はリンク先。
宮沢鬼龍（みやざわ きりゅう）
声 - 石井康嗣
宮沢静虎の双子の兄。当初は鬼龍が熹一の実の父であると考えられていた。後述のマーシオ“ジェット”内藤は実子である。「怪物を超えた怪物」、「悪魔」と称されており、人間の領域を超える神の如く強靭な肉体と圧倒的戦闘能力、悪魔の様に切れるIQ・200の頭脳を併せ持つ。
前作の終盤から今作の前半まではシリーズにおける最強の人物として描かれていたが、幽玄真影流の金城剣史（ファントム･ジョー）や横山春草に敗北するシーンや地下鉄で派手に暴れた挙げ句、負傷して病院に逆戻りになりベッドに縛られているシーンもある。
非常に稀有な剛脚の一種、縦横無尽に天を往く龍の如きしなやかさを誇る「龍腿（ドラゴン・フット）」を持つ。詳細はリンク先。
バトルキング（Battle King）
ハイパーバトルにおいて伝説となった覆面の男。アメリカではネバダ州の砂漠でナバホ族と共に生活しており、「チャベス」と名乗っていた。
その正体は以前鬼龍と闘い死んだはずの、灘神影流第14代当主となるはずだった鬼龍と静虎の兄・宮沢尊鷹（みやざわ そんおう）で、晩年の日下部丈一郎の弟子でもあった。非常に稀有な剛脚の一種、風を切る様に空を飛ぶ隼の如き疾さと軽やかさを誇る「鳳腿（ファルコン・フット）」を持つ。
当初は、熹一の祖父・金時や鬼龍が確認したDVDの内容によってその正体が尊鷹である可能性が濃厚になり、ハイパーバトルの会場にて熹一と静虎、鬼龍が一緒になってバトルキングに接近するも（その時、鬼龍がバトルキングの覆面を暴こうと仕掛けた激しい連打をこともなげに捌いていた）、マスクを脱いだその顔は尊鷹とはまったくの別人だった。しかしそれは、自らの拳のみで顔に整形を加えて誤魔化したもので、再度拳によって顔を元に戻している。しかし静虎と教会内で死闘を演じた際、尊鷹のみが唯一使い得る秘技「塊蒐拳」の活法を静虎に放ったことで鬼龍はその正体を確信し、同じくDVDの内容でバトルキングの正体を尊鷹と確信していた金時との再会によって、その正体は確固たるものになった。その際尊鷹は、灘神影流の運命から自由になりたかったことを明かし、そして自由になった自分は、たとえ血縁のある者とでも闘えると宣言した。その後ナバホ族の儀式を終え、「チャベス」から「"誇り高き鷹" ソンオウ」に再び生まれ変わり、ハイパーバトルの決勝本戦に挑んだ。
マーシオ"ジェット"内藤との決勝戦後、FBIと鬼龍による共同作戦で主催者たちが逮捕されハイパーバトルも中止になったが、幽玄真影流登場後に日本に帰国、鬼龍を朦朧拳で負傷させたファントム・ジョーを朽ち果てた幽玄真影流道場跡にて呆気なく撃退後、静虎・鬼龍・金時らが見守る中、熹一と灘神影流の当主の命運を賭けた戦いを行い、精神をも超越した死闘の末、熹一に敗北した。
終盤で幽玄真影流の菱田観山と2度の死闘を演じ、傷み分けとなる。
宮沢喜恵（みやざわ きえ）
静虎の妻で熹一の実の母親。旧姓は立花。海外旅行中にある事件に巻き込まれ、窮地を救ってくれた男と一夜の関係を持ち、熹一を身籠もる。しかしその男にも去られ、子を一人で育てていこうと決意した矢先に癌が見つかり、失意から自殺を図ったところを静虎に救われ、その後プロポーズを受けて再婚する。しかし熹一が産まれる直前に飲酒運転の車にはねられる事故に遭い、帰らぬ人となる。そのために熹一は体重1000g程度の未熟児として産まれた。
宮沢金時（みやざわ きんとき）
熹一の祖父で尊鷹、鬼龍、静虎、由美子の父親。灘神影流活殺術13代目当主。老いた今もハイパーバトルの途中、実子達と喜一に会うべく単身渡米するなど、高い行動力は健在。終盤の喜一と覚吾の決戦の際、幽玄真影流との因縁を語る。最終回では既に故人となっていた（死因は不明）。

### スポンサー
新藤力丸（しんどう りきまる）
関東道城会系新藤組の組長。闇試合の世界における熹一のマネージャーであり、熹一には全幅の信頼を置いている。自分の父親の仇を探しだすために熹一を利用したが、強い信頼関係で結ばれてもおり、決して裏切ることはない好人物。熹一を自分のような日陰者で終わらせないため、ハイパーバトルに出られるように道元に紹介している。アメリカ・ニューヨークの予選では、熹一の試合の賭けの際にドン・ガンビーノに殺されかけた。
柳場道元（やなぎば どうげん）
大手カードローン会社の会長でハイパーバトルの主催者の1人でもある。金に対する執着心は半端ではなく、自分から金を奪う者に対しては容赦なく叩き潰しにかかる。「金で買えない者はいないが、鬼龍は別だ」として彼を恐れ、また非常に憎んでいる。それ故に鬼龍を倒すため、格闘家に資金提供をし、『チームD（ドーゲン）』を作っている。
ハイパーバトルではドン・ガンビーノと賭けをしていたが、ジョセフィーノ登場後は立川博士以上にすっかり影を潜めてしまった。
立川博士（たちかわはかせ）
チームDに所属するマッドサイエンティスト。強力な筋肉増強剤「タチカワ・スペシャル」やそれよりも強力な「ネオ・タチカワ・スペシャル」を製造しては選手に投与させていて、チームDの選手を道具扱いにしている。
ハイパーバトルでは、菊多の性格を利用して上記の薬を投与させて勝ち上がらせ、さらに「ネオ・タチカワ・スペシャル」を売り込もうと、ジョセフィーノに軍事関係での売買をもちかける。しかし、それを強制的に投与させられた菊多が副作用により筋肉が爆発しそうになって敗北したことでジョセフィーノに殺されかける事態に陥ってしまうが、静虎に窮地から2度も助けられることになった。
ドン・ガンビーノ
アメリカのマフィアの首領。ハイパーバトルの主催者の1人で、裏で操っている。勝つ為なら手段を選ばない卑劣な人物。闇猿に電流装置をつけ無理矢理戦わせていたが、それが鬼龍の癇にさわってしまい彼により鼻をもぎ取られ車椅子生活になっただけでなく、弟のジョセフィーノに権力を奪われ、さらに人前で車椅子姿を見世物にされる屈辱を受ける。FBIによって、弟のジョセフィーノや観客と共に逮捕された。
ジョセフィーノ
ガンビーノの実の弟にして、アメリカの「影の副大統領」。ハイパーバトル準決勝・決勝の会場となったホワイトハウス似の建物「ブラックハウス」の所有者。兄以上の残酷な性格をしていることから、「アイスハート」との別名もある。
ガンビーノが鬼龍により体を不自由にされたのを機に、右腕であるセルジオを殺害しマフィアの首領の座を奪う。薬物を強制的に投与されてパワーアップした菊多が敗れた責任を取らせるため立川博士を殺害しようとしたところを静虎に妨害され、その仕返しとして逃亡した立川博士を餌にしてバルカン使いの刺客バルカン・ボビーに迎え撃たせる。しかし、静虎の抹殺に失敗しただけでなく、その静虎によってブラックハウス内での麻薬製造・密輸の映像がFBIに暴露されてしまい、さらにFBIと手を組んだ鬼龍によって、首の骨を折られるなど兄同様に鬼龍の被害に会う。最終的にはFBIによって兄のガンビーノや観客と共に逮捕された。

### 裏格闘技編
苫篠源内（とましの げんない）
通称「人刺し指のゲン」。闇試合の会場で熹一と知り合う。鬼龍の下僕で、彼からは蛆虫呼ばわりされている。首里手空手の使い手で、爪で相手の体を切り裂く。ハイパーバトルの予選会にも参加し、熹一にはまったく歯が立たずいいとこ無しのまま敗退かと思われたが、そのまま熹一と行動を共にする事になり、彼との間に友情が芽生える。ミノルが満身創痍の熹一に闘いを挑んだ際、ミノルを止めようとするが鬼龍に捕らえられ、顎を砕かれてしまう。
セックスマシンガンズ
筋骨隆々で獰猛な「ケンゴ」と一回り小さく穏やかな様子の「ケンゾー」のコンビ。本編ではケンゴが喜一との対戦を行い、ケンゾーはセコンドに付いていた。48時間不眠不休で耐久セックスを行うなど、2人とも並外れた性欲の持ち主。その一方で、ケンゴは試合1週間前になると拘束状態で女断ちを行うことで闘争心を養っていた。ケンゴはボクシングとレスリングを格闘技のベースとしているが、そのファイトスタイルは笘篠曰く「ほとんど喧嘩」だそうで、中でも噛み付きが得意である。しかし試合では懸命のラッシュも熹一にすべて見切られ、そのまま打撃で顎を外されてKO負け。すぐに意識を取り戻して負けを認めずいきり立つも、熹一が顎関節を元に戻すために放った打撃を再度受け、失禁して無様に倒れた。
九条シオン（くじょう シオン）
カソリック系の神父。宗教上の理由で公式の試合には出ないが、彼曰く「悪魔を滅ぼすため」に裏の世界で闘いを続けている。ベースはレスリングやボクシングだが、右手小指の中手骨が異常発達しており、それによって相手の体のみならずリングまでも切り裂くことが可能で、特にパウンドは「削岩機」と称され恐れられている。かつて自分の両親をある少年に殺害され、その少年が心神喪失で無罪になった怒りと憎しみから、熹一のような少年と闘うと人格が豹変する。だが真相は両親を殺したのは幼少期のシオン本人であり、それを別人がやった物として記憶のすり替えが行われていた。最後は熹一の「罪人固め」によって敗れる。

### ハイパーバトルトーナメント予選会編
宮下和香（みやした わか）
空手道石心空手の使い手で、女性の身でありながら館長を務めている。石心空手の道場破りをしていた熹一に勝負を挑もうとするが、居合わせた風のミノルに女では男に勝てないとあしらわれてしまう。その後、父の仇である新堂を倒すためにハイパーバトル予選に出場。新堂に敗北後に廃人同然になって自殺した父の無念を熹一に語ったが、あくまで弱かったから死んだにすぎず新堂を恨むのは筋違いだと指摘され、その後熹一と新堂の闘いを見て己の限界と新堂の武人としての純粋さを悟り、棄権を選ぶ。予選終了後は負傷した熹一と病院まで連れ添い、その後も宮沢家へ食事に誘われるなど交流を持つようになった。
新堂万次（しんどう まんじ）
新堂流体術の使い手。ハイパーバトル予選に参戦、熹一と闘う。かつて武者修行で方々の武道家を倒して回り、流派の流儀上再起不能になるまで痛めつけていた。一方で倒した者達のためにも自分は絶対に負けてはならないという強い信念を持っており、熹一からも敬意を表される。当身、寝技全てに秀でており熹一も相当の苦戦を強いられたが、最後は変形足ひしぎによって膝を破壊後に絞め落とされて敗北し、泣き崩れた。
帯刀右近（たてわき うこん）
帯刀流棒術宗家。別名「盲目の奇術師」。以前鬼龍と闘い、その結果視力を失っている。だが、その後の鍛錬により目が見えなくとも相手を判別出来るようになる。ハイパーバトル予選に出場、熹一と対戦している。当初彼から鬼龍の気配を感じ取るが、最後には静虎の姿を感じ取るようになり、自ら負けを認める。その実力は鬼龍が気に入り、「下僕にしてやる」と勧誘を受けるほど。
後に『TOUGH外伝 柔の章』にも登場している。
王獅冥（おう しめい）
元々は台湾のエリート医師で、人々を救う事が自分の使命だと語る善人であった。だが妻を強盗に殺害され、その復讐のために鬼龍の手を借り、自らの禁断の経穴（頭蓋を貫通し脳の一部を突くもので、わずかでも外れれば命を落とすか廃人、成功しても、身体能力の代償に知性を永久に奪われる危険な物）を押した事で獣になる。そのため、目の前にいる者は全て復讐の対象に見える。獣じみた能力を持ち、四つん這いのまま飛び掛るなど動きは人間のものではない。ハイパーバトル予選に参加、熹一と闘い敗北。
九条薔薇丸（くじょう ばらまる）
円月流剣術師範。ハイパーバトルにはジョーカー（参加者を倒すだけの役目を持ったファイター）として参加、予選終了後の帰りの電車内で熹一と闘う。決して筋骨隆々というわけではないが、その剣術は一振りの枝で人体を貫通させることができるほどの威力をもつ。父から剣の英才教育を施されたが、同時に「弱い者は私の子として認めない」と厳しく突き放されて育ったため性格が歪んでおり、父がある格闘家と立ち会い病院送りになった際は「弱い父親など認めない」と意趣返しで見下した。刀に強い執着心を持ち、セラミックスでできた「超日本刀」で熹一に闘いを挑み、奥義「土竜突き」を放つもののかわされ敗北、死を願ったがメンタル面の弱さを指摘され、その後病院の父を再度訪ね和解した。
秋川清風（あきかわ せいふう）
自称「裸足のアキちゃん」。元々は柔道81kg級の名選手だったが、急に柔道界を引退、世界を放浪して回っている。病院で静虎に闘いを挑み、敗北。以前バトルキングと対戦しており、額に掌底一撃をもらって敗れている。
佐渡（さど）
元第1空挺団所属の元自衛官。自称「サバイバル術に関しては俺に勝るものはいない」。様々なトラップを仕掛けて熹一と源内を捕らえ、有働から買ったナイフで痛めつけるが、熹一に敗れる。なお階級を一等空曹と称しているが、第1空挺団は陸上自衛隊の部隊である。
有働征二（うどう せいじ）
自称「闘う武器商人」。石を鋭利なナイフに加工する技術を持ち、指輪と引き換えに参加者に売っていた。本人曰く「営業は夜の8時まで。それ以降は格闘家に変身する」。米軍特殊部隊に所属していた過去があり、ナイフ術そのものにも長けている。熹一に追い詰められ、命乞いして見逃してもらうが、不意打ちを仕掛ける。しかし、返り討ちにされ敗北。

### ハイパーバトルトーナメント編
鈴木ミノル（すずき ミノル）
別名「風のミノル」。覇生流体術の師範代。得意技は手のひらを突き出して強風を生み出す「風当身」。石心空手道場の道場破りをしている熹一と出会ってからその後、別の場所で勝負を挑むが、双方途中で止め勝負はお預けとなる。静虎、鬼龍との対戦を強く望んでおり、特に静虎を尊敬し、彼の治療をしたこともある。その後、ハイパーバトル予選会場で鬼龍と闘い、目をつぶって打撃を捌かれるなど圧倒的な力の差を見せ付けられ敗北、鬼龍に弟子入りする。そしてハイパーバトル予選の終了間際にて、鬼龍の送り込んだ刺客と次々と対戦し満身創痍の熹一と再戦、当初は圧倒したが極限状態において次々と彼の潜在能力が開花したことで押し返され、時間切れで引き分けとなった。
ハイパーバトル本戦に出場、1回戦で霍嵩高と対戦し、風当身で葬る。2回戦で静虎と対戦し、虎脚（タイガー・シュート）を喰らい、敗北。
マーシオ"ジェット"内藤（-ないとう）
別名「聾唖のジェット」。身長180cm、体重82kg（熹一戦では178cm、78kgに変更されている）。アブダビコンバット88kg以下級・無差別級優勝の実績を持ち、パワー、スピード、テクニックの全てを兼ね備えたコンプリート・ファイターであり、鬼龍にもその実力を認められている。
異名通り生まれつき耳が聞こえず、そのため一切の言語を発せない（ただし言語的な思考は可能）。そのため彼にとっては格闘技はコミュニケーションの手段に過ぎず、躊躇なく対戦相手を破壊できる。元々ブラジルではストリートチルドレンであったが、ある時ストリートチルドレン狩りに襲われ絶体絶命の危機に陥ったところを偶然鬼龍に救われ、彼を悪魔と崇拝、その存在に心から惹かれている。青年期はエマという女性を心の支えとするも、実際は知り合いの愛人であり、その男を叩きのめしたがエマから銃撃されてしまい、ますます鬼龍に傾倒していくことになる。
ハイパーバトル本戦の1回戦ではカーマンを秒殺しており、続く2回戦でもヤムに完勝。準決勝にて菊多と対戦。立川博士に無理矢理ドーピングされた菊多のパワーに一時追い込まれるも、鬼龍から伝授された「霞突き」から生み出した見えない打撃「ステルス･コンビネーション」で彼を破る。
決勝で熹一と戦い、スタンドでもグラウンドでも彼を圧倒する（試合終了時、熹一に「もう勘弁してくれ」「お前とは二度と戦いたくない」と言わしめている）が、熹一が鬼龍から伝授されていた塊貫拳と弾丸すべりを組み合わせた一撃によって敗北。また、戦いの最中に鬼龍の口から自分の子である事を告げられ、生まれて初めて得た家族との絆に想いを馳せたが、決勝終了直後に突入してきたFBIとジョセフィーノの私設軍隊との交戦時、鬼龍に向けて飛んできた流れ弾から守るため盾となって被弾し、満足しながら絶命する。死後、鬼龍は彼の墓標に英語で「わが息子、ジェット」と彫り、息子として迎え入れられた。
ディーゼルノイ・チョモンペット
「スピード・ダンサー」の異名を持つ現役ムエタイ王者。素早い動きからの多彩な蹴り技を持つ。
1回戦でシュルトと対戦、顔面を踏み潰されて敗北。
ヨハキム・シュルト
「リアル・ガリバー旅行記」の異名を持つスカンジナビア柔術王者。シュートファイティングの王者でもあり、その一撃は相手を粉砕する威力を持つ。1回戦は勝利するが、2回戦で薬物によりパワーアップした菊多に敗北する。
カーロス・ベンジャミン
「レスリング・アルティメット・マシーン」の異名を持つカナダ人。グリズリーからもテイクダウンを取れるタックルを武器に持つ。
1回戦で菊多と対戦し、一本負けする。
菊多サナエ（きくた サナエ）
「寝技フリークス」の異名を持つチームDのリーダー。仲間たちと格闘技道場を立ち上げた際に不動産詐欺に遭い借金を行ったことから道元に多大な負債があり、そのため彼には逆らえない。自分を凡人であると自覚し、その上でヒーローを目指している。
1回戦は変形フット・チョークで勝利するが、2回戦直前、ガンビーノの命を受けた闇猿の襲撃を受け負傷、これがきっかけで立川博士の特製ドーピング「タチカワ・スペシャル」に手を出してしまう。ドーピングの効果もあり、シュルトを完膚なきまでに叩きのめした。準決勝ではジェットと対戦。その際はドーピングに手を出さなかったが、肋骨を折られドクターストップがかかった時に立川に薬を投与されてしまう。ドーピングの効果で一時は圧倒するも、ジェットの底知れない強さとドーピングの副作用により敗北してしまうが、失神KOにより筋肉が爆発する被害は免れる。決勝では熹一のセコンドについた。
格闘家としての節度はあるものの、本質的には臆病な性格と凡人という劣等感があり、力を手にすると悪乗りする一面がある。
イリューヒン・ラスマトリン
「今そこにある骨折」を座右の銘とするサンボ90kg級王者。1回戦で敗北するものの、八百長疑惑が持たれる。
ペ・ヨンヘ
通称「愛のペーさん」。シルム白頭級優勝、天下壮士大会優勝者。1回戦に勝利するも、闇猿に襲われ2回戦は欠場となる。
霍嵩高（ホォー・チェンガォー）
「少林寺の魔人」の異名を持つ推定250kgの巨漢。気功を操ることで、相手の攻撃を吸収してしまい、ベアハッグの要領で岩にすら痕を残す「玉帯功」を得意とするが、1回戦でミノルの風当身により体脂肪を全て燃焼させられて敗北。
モロゾフ・ゼンツォフ
「白い悪魔」の異名を持つレスリング・サンボ王者（高校時代に学生ボクシングのタイトルも所持）。異名とは裏腹に妻と子供1人を大切にする良き父親でもある。病気の妻の治療費を捻出するために大会に出場。1回戦で静虎と対戦し、三角絞めで敗北。
ヤムチャッカ・スミザレ・ヨックタール・ナンタラー
通称「ヤム」。モンゴル相撲最強の横綱と呼ばれており、チンギス・ハンの末裔でもある。どんな体勢からでも投げ技を使える。1回戦はオースチンに勝利するが、2回戦ではジェットに敗北し、心まで折られる。
テッド・オースチン
「ベルト・コレクター」の異名で知られる総合格闘家。アメリカでは無償の愛を持つ善のヒーローとして知られ、大衆から絶大な支持を得ているが、全ては自作自演によるもので、本性は目的の為には手段を選ばない卑劣漢である。パワー、スピード、テクニック、全てにおいて優れている。ハイパーバトル本戦の1回戦でヤムと戦い、優勢に進めるも、自らの非道な行いを暴露し、そのことに激怒したヤムに半殺しにされ、1回戦敗退。
アーネスト・カーマン
「ボーン・クラッシャー」の異名で知られるキックボクシング世界チャンピオン。オランダ出身。ニースタンプを得意としており、過去には「裏ビデオ」でしか内容を扱われないほど凄惨な試合を行ったことがある。宮沢熹一をして、「メチャクチャ強い」と言わせるほどの実力者だったが、1回戦でジェットと戦い、腕と肋骨を破壊されて敗北。
アンドレ・フェルナンデス
「ラバーマン」（超軟体人間）の異名で知られるブラジリアン柔術の体重別と無差別の世界王者（他にムンジアルのタイトルも保持）。ハイパーバトル1回戦の熹一の対戦相手。その異名どおり関節を自在に着脱することが出来る上、打撃を見切る能力にも長けている。熹一相手に善戦するも、最後は顔面に蹴りを食らい、敗北。
闇猿（ダーク・モンキー）
ドン・ガンビーノの刺客で、人間ではあるがインドネシアの遺跡で猿に育てられた。可動域の広いビッグアイという突き出た目を持ち、360度見渡す事ができる。人間を超えたスピードを持ち、常人が相手なら瞬く間に5人以上惨殺するほど強い。ガンビーノの命で菊多を襲うが、その際熹一に歯を折られ、それ以来熹一に過剰反応するようになった。猿の住む所を奪う人間を憎んでおり、それ故に人間を襲っていたが、ガンビーノに捕らわれてからは電流による折檻を恐れており、刺客として働かされている。ペ・ヨンペを襲って、2回戦のリザーバーとして登場。料理も女にも味にうるさい。
朝昇（ちょうしょう）
本名・朝田昇（あさだ のぼる）。「奇人」の異名を持つ。かつての熹一のライバルで前作に引き続き登場。現在はニューヨークで格闘技の他に様々な日本文化（伝統芸能から漫画、コスプレまで）を教える道場を経営している。ハイパーバトルでは熹一のセコンドに付いた。

### 回想『灘を継ぐ者』
ミハイル・ミロコビッチ
熹一の幼年時代の回想シーン（15年前）に登場するロシア軍の脱走兵。歴戦の兵士らしく全身に傷痕のある巨漢で、威圧的な風貌だが、敬虔なキリスト教徒で根は善良な人物である。
特殊任務部隊に所属していたが、軍内部の不正を告発しようとしたことから、上官に殺害されかけるも返り討ちにする。その際、手榴弾を上官の口に突っ込んで爆発させたため自身も左腕を失い、以来義手である。事件をきっかけに軍だけでなくロシアン・マフィアからも追われる身となり、家族を残し日本に密入国。その後は雄華組に匿われていた。
ロシアのマーシャルアーツ「システマ」の使い手で、アイアン木場をして「バケモノ」と言わしめる実力の持ち主。なお、作中でのシステマの描写は本来の近接格闘術ではなく、「ロシアの合気道」の別名を持つ灘神影流によく似た格闘技で、使い手の肉体を伸縮自在に変化・移動させて銃弾もよけるなど、常人離れした動きも見せる。
木場が塙団十郎の逆鱗に触れたことがきっかけで彼と戦うことになるが、当時若く勢いもあった木場を、いとも容易く倒してしまう。元々ロシアへの帰国を願っていることから、木場の「宮沢静虎に勝ったらロシアに帰してやる」という甘い言葉に乗せられ、渋々ながら静虎と闘うことになる。熹一の目前で死闘を繰り広げ、静虎の「菩薩拳」により倒される。直後に木場や塙が介入し、ロシアン・マフィアに引き渡される危機を迎えるも、静虎が体を張って守り抜いたため、事なきを得た。
アイアン木場（-きば）
日本最大のプロレス団体「ワールド・プロレス」総師にして、プロレス界のスーパースター。「プロレス最強論」を証明し続けてきたが、ある高名な武道家から「お前は灘神影流には勝てない」と言われたことに腹を立て、静虎宅に乗り込んでくる。
その後、塙の私邸で出会ったミハイルと交戦しあっけなく倒されるが、ロシアへの帰還を餌にミハイルを静虎にけしかけた。それが失敗に終わると、敗北したミハイルを口汚く罵り踏みつけようとするも、怒ったミハイルの一撃を受け、左目に重傷を負ってしまった（前作では、静虎との野試合に敗れて左目を失ったことになっている）。
塙団十郎（はなわ だんじゅうろう）
神戸に本拠を置く国内最大の暴力団・雄華組の組長で、ミハイルを匿っていた。しかしその目的はロシアン・マフィアに彼の身柄を売り渡すため、あくまで金のためであった。居合の達人でもあり、愛用の杖は仕込み杖となっている。
当時のアイアン木場の有力なパトロンだが、プロレスを「所詮はショーであって、真剣勝負ではない」と貶した（面白さ自体は評価している）ため、木場と口論になるなど一触即発の場面もあった。静虎にミハイルを引き渡すよう迫るが、手下や木場を静虎に一蹴され失敗に終わる。静虎のミハイルを思う強い心に一応は納得するも、「ヤクザを怒らせた落とし前」として彼の腕一本をもらい受けようと刀を振り下ろす。しかし筋肉で止められてしまい、静虎に感服。ミハイルの件から手を引くことを約束し、去っていった。

### モンスター・ウォーズ編
ブル・マツダ
元アマレスラーの総合格闘家。タックルでコンクリートの壁を壊し、生身でジャンボジェット機を引く怪力を持つ。
ハイパーバトル優勝者の熹一を倒して名を上げようと路上で彼を襲うが締め落とされ、返り討ちとなる。熹一と出会う前は膝の持病による練習不足とタニマチからの誘いを断れないことによる不摂生が原因で体重超過に悩まされ、暫く低迷していた。また、妻子持ちだったが、自身のDVが原因で離婚され、妻が過労で亡くなった事で娘からも嫌われるなど、散々な生活を送っている。
鯱山十蔵と戦うようブッカー・ゼロに命じられ、野試合を仕掛けるも惨敗し、前歯を折られるなどの重傷を負う。鯱山にリベンジするため熹一と共に修業をし、灘神影流「巨岩返し」を習得する。1ヶ月後のモンスター・ウォーズ一回戦で再戦し、鯱山の高速タックルを「巨岩返し」で返すなど善戦するも惜敗する。しかし試合そのものは大きく盛り上がり、娘ともこの鯱山戦後に和解した。
鯱山十蔵（しゃちやま じゅうぞう）
『サムライ・プロレス』所属のプロレスラーで、往年の人気覆面レスラー、グレート・オルカの息子。総合格闘技に参戦したり、専属トレーナーを雇い最先端のトレーニングにも取り組むなど従来のレスラーとは一線を画した存在を目指していることから、「ネオ・プロレスラー」と呼ばれている。高い身体能力と卓越した格闘技術の持ち主だが、根っこはプロレスラーであり、その事にプライドを持っている。
ブッカー・ゼロの指示で、野試合を仕掛けてきたブル・マツダを返り討ちにする。再戦を求められた際も馬鹿にしており、再戦した試合でもマツダのタックルをブレーンバスターで難なく返し、打撃で圧倒する等の実力を見せつけていたが、「巨岩返し」を喰らった事でマツダを見直し、最後は殴り合いの末に勝利する。
自分の父親が特に理由も無くファントム・ジョーにより再起不能にされた事実を鬼龍から知らされ、仇を討つことを決意するが、モンスター・ウォーズ第2回大会で熹一に試合開始3秒でKOされる。
ブッカー・ゼロ
本名は大江万次郎。格闘技界の代理交渉人で、モンスター・ウォーズのプロモーターでもある。後ろ盾を持たないフリーのレスラーからは頼りにされているが、その弱みに付け込み選手に無理難題を命じるなど、儲けるためなら手段を選ばない悪徳プロモーター。鯱山をスターにするためにマツダをけしかけるなど、彼をかませ犬として利用していた。
御子神銀次（みこがみ ぎんじ）
大物フィクサー。サムライ・プロレスのオーナー及びモンスター・ウォーズの真の主催者でもある。本人は国士のつもりだが、ブッカー・ゼロや鬼龍曰く国賊。かつてファントム・ジョーに四肢を切断され頭皮の一部を剥がされるという凄惨な目に遭い、それ以来100mを10秒で走る電動義足と、毎秒100発の弾丸を発射するガトリング砲を仕込んだ義手を装着しており、自身を襲撃した鉄砲玉をそれで返り討ちにしている。剥がされた頭皮はファントム・ジョーの皮膚を移植するつもりでいるため、それまでは仮面を被りわざと醜い風貌のままでいる。
富岡伴内（とみおか ばんない）
ヤクザ空手家で、背中には鵺の刺青が彫ってある。かつてヤクザの末席にいたが、伴内の妹を妾に迎えながら薬物中毒にして自殺に追い込んだ組長を殴打し、重傷を負わせて組を破門になったところを御子神に拾われる。それ以来、御子神に対して強い忠義心を抱く。
下段蹴りは木製バット5本をへし折る威力を持ち、熹一と引き合わされた際に「飛電蹴り」を不意打ちで喰らわせ内臓にダメージを与えた。熹一との試合では、御子神の仇であるファントム・ジョーを殺すためにも鬼にならなければならないという覚悟で挑み、飛電蹴りや反則行為などを織り交ぜ熹一を大いに苦しめたが、生来の優しさから結局は徹底できずに灘神影流「鰻締め」で締められ失神KOで敗北。

### 幽玄真影流編
日下部丈一郎（くさかべ じょういちろう）
幽玄真影流の前当主。熹一誕生以前に死去。
その強さと高潔な人格から「拳聖」と謳われたほどの当身の達人で、両手を後ろに組んだまま当身を繰り出す「幻突」の使い手。
尊鷹もかつて弟子入りしていた。
金城剣史（かねしろ けんし）
日下部丈一郎の最後の弟子。「ファントム・ジョー」を名乗り、かつて素手で御子神の四肢を切断し頭皮の一部を剥ぎ、グレード・オルカを握手だけで再起不能にしている。前作の『T.D.K』やハイパーバトルトーナメントでは熹一の試合を観戦していた。
鬼龍に幽玄真影流「朦朧拳」で重傷を負わせるなどかなりの実力の持ち主だが、それでも死天王には遠く及ばない。丈一郎の道場で尊鷹と闘うも完膚なきまでに叩きのめされ、さらに御子神に殺害されそうになったが、死天王の菱田観山に救出される。
日下部覚吾（くさかべ かくご）
日下部丈一郎の息子で幽玄真影流の当主であると同時に、熹一の実の父。
20年前に幽玄真影流を解散し、4人の弟子に視野を広めるよう命じて20年後に再会することを約束した。
その後、ウィーン滞在中に熹恵と知り合い、人身売買組織に拉致された熹恵を救ったりする（その際、喜一を身篭った）など、世界各地を放浪していたが、アフリカの某国で人助けをした末に助けた医者に薬物を投与されて殺害されそうになるも、死地を乗り越え生還し日本に帰国。大観・武山が喜一に敗れ、宮沢三兄弟と死天王とのさらなる一触即発が展開されようとしていたのを様子見していたが鬼龍に見つかり、さらに実子である熹一との邂逅を経て、幽玄と灘との和解が成立し幽玄真影流の正式な解散も行われた。死天王もそれを受けてそれぞれの地に戻り、覚吾自身も道場があった地で一生を終えようとしていたが、静虎が覚悟を以って挑んできたために勝負を承諾、熹一の育ての親としての彼の想いを受け止めつつも幻突で撃破する。駆けつけた熹一と相見えるも、まだ勝負にならないと思ったようでそのまま行方をくらました。熹一は彼の手掛かりを追い、鬼喰島の真魔流体術総帥・竹神栖鳳を訪ねる。
熹一と同じく「玄腿（モンスター・フット）」の持ち主。
不知火検丈（しらぬい けんじょう）
巨大右翼団体・集英新党の総裁で、武道家でもある。「日本武道界の大重鎮」「日本の黒幕（ドン）」とも称される実力者で、熹一と覚吾の果し合いのために私邸を提供し、立会人も務める。

#### 幽玄死天王
日下部覚吾の4人の弟子。
横山春草（よこやま しゅんそう）
別名「疾風の春草（はやてのしゅんそう）」。幽玄死天王の中でもっとも危険（尊鷹談）だという。その言葉どおり、初登場時では、鬼龍を地下鉄車内におびき寄せ、戦った後に走行中の車内から対向列車に飛び移って逃走するほどの動きを見せた。
20年前の幽玄真影流解散後はブラジルに渡り、クラブの経営に乗り出す。現地の女性と結婚し間に子をもうけているが、愛人を持つなど見かけによらず艶福家である。
覚吾から正式な解散を受けブラジルに戻るために成田空港直行のバスに乗り込むが、高速道路上にて再び鬼龍と対峙。鬼龍が手負いだったこともあり一撃も被弾する事なく完勝するが、幾度となく立ち上がってくる鬼龍に次第に恐怖を覚え、「もう立ち上がってくるなよ?」と言い残して逃げるようにその場を後にした。
木村大観（きむら たいかん）
死天王一の巨漢で、「犀の大観（さいのたいかん）」の別名を持つ。
幽玄真影流解散後は市役所職員となって生活をしていた。独身で結婚願望はあるものの奥手。
灘神影流を滅するため熹一をターゲットに春草・武山の協力を得て狭いトレーラーの中で喜一と対決し、その中で立体視のトリックを操り善戦するも、むしろその小細工が裏目に出て敗北する。
他の3人からは「力だけで戦えば死天王では最強」と評されているものの、本人はその巨体をコンプレックスにしており、戦略を練ろうとしてしまうため、前述の敗北に繋がった。
下村武山（しもむら ぶさん）
全身の関節を蛇のように自在に曲げることができ関節技を無効化する体型から、「大蛇の武山（おろちのぶさん）」の別名を持つ。
滞在国からの出国審査を受けてる最中、何者かによって渡された木像の土産の中に麻薬が隠されていたせいで刑務所へ送られ、死刑判決を受けて死刑囚として拘束衣をつけられたまま独房に収容されるが、全身の関節を外して脱出。
日本に帰国後、灘神影流を滅するため、熹一をターゲットにした大観の手伝いをしたが、その大観が敗れると手負いの熹一とそのまま対戦する。一度は追い詰めるも、最後は逆に自分が締められて敗北した。
菱田観山（ひしだ かんざん）
小柄な体格と俊敏な動きを持つ軽業師で、「鼬の観山（いたちのかんざん）」の別名を持つ。
幽玄真影流の秘技で自身の体重を小鳥のように軽くすることも象のように重くすることも自在だという。初登場時には、御子神銀次に殺害されそうになった金城剣史を救出した後、灘神影流を滅するために尊鷹をターゲットにし、建設途中のビル屋上で対戦、傷み分けに終わる。
覚吾から正式な幽玄の解散を受けたが、尊鷹との因縁が消えず、彼を自らの領域である洞窟の中に誘い込んで再び尊鷹に挑む。終始尊鷹を圧倒し彼を倒したかに見えたが、直前に「塊蒐拳」を受けており、相討ちとなる。その後宮沢三兄弟が入院している病院、それも同じ病室に一緒に入院する羽目になった。

#### 真魔流
竹神栖鳳（たけがみ せいほう）
絶海の孤島・鬼喰島にある「天空堂」の主で、真魔流体術の総帥。日下部覚吾とは旧知の仲だという。普段は天狗の面を着けており、夢二ら弟子からは「お師様」と呼ばれている。実は覚吾のかりそめの姿であり、夢二を破り修羅場くだりを成功させた熹一を認め、置き手紙で不知火御殿での決着を申し出た。
安藤夢二（あんどう ゆめじ）
天空堂で修行中の修験者で、真魔流体術の師範代。修羅場くだりでは熹一を遥かに上回る実力を見せ先にゴールに達するが、熹一への興味からゴール手前で待ち戦いを挑む。変幻自在の蹴り技で当初は熹一を圧倒するが、まだ竹神栖鳳＝覚吾の域には及んでないことを看破され、最後は幻突で敗れる。

## 書誌情報
- 猿渡哲也 『TOUGH』 集英社〈ヤングジャンプ・コミックス〉、全39巻
  1. 2004年1月19日発売[4]、ISBN 4-08-876556-7
  2. 2004年4月19日発売[5]、ISBN 4-08-876594-X
  3. 2004年7月16日発売[6]、ISBN 4-08-876640-7
  4. 2004年10月19日発売[7]、ISBN 4-08-876684-9
  5. 2004年12月17日発売[8]、ISBN 4-08-876721-7
  6. 2005年4月19日発売[9]、ISBN 4-08-876783-7
  7. 2005年7月19日発売[10]、ISBN 4-08-876821-3
  8. 2005年9月16日発売[11]、ISBN 4-08-876854-X
  9. 2005年12月19日発売[12]、ISBN 4-08-876898-1
  10. 2006年3月17日発売[13]、ISBN 4-08-877053-6
  11. 2006年7月19日発売[14]、ISBN 4-08-877108-7
  12. 2006年9月19日発売[15]、ISBN 4-08-877141-9
  13. 2006年12月19日発売[16]、ISBN 4-08-877182-6
  14. 2007年3月19日発売[17]、ISBN 978-4-08-877228-8
  15. 2007年5月18日発売[18]、ISBN 978-4-08-877275-2
  16. 2007年7月19日発売[19]、ISBN 978-4-08-877293-6
  17. 2007年9月19日発売[20]、ISBN 978-4-08-877322-3
  18. 2007年12月19日発売[21]、ISBN 978-4-08-877368-1
  19. 2008年2月19日発売[22]、ISBN 978-4-08-877394-0
  20. 2008年5月19日発売[23]、ISBN 978-4-08-877441-1
  21. 2008年8月19日発売[24]、ISBN 978-4-08-877503-6
  22. 2008年10月17日発売[25]、ISBN 978-4-08-877529-6
  23. 2008年12月19日発売[26]、ISBN 978-4-08-877572-2
  24. 2009年4月17日発売[27]、ISBN 978-4-08-877630-9
  25. 2009年7月17日発売[28]、ISBN 978-4-08-877680-4
  26. 2009年10月19日発売[29]、ISBN 978-4-08-877741-2
  27. 2009年12月18日発売[30]、ISBN 978-4-08-877775-7
  28. 2010年4月19日発売[31]、ISBN 978-4-08-877842-6
  29. 2010年7月16日発売[32]、ISBN 978-4-08-877895-2
  30. 2010年10月19日発売[33]、ISBN 978-4-08-879038-1
  31. 2010年12月17日発売[34]、ISBN 978-4-08-879075-6
  32. 2011年4月19日発売[35]、ISBN 978-4-08-879130-2
  33. 2011年6月17日発売[36]、ISBN 978-4-08-879155-5
  34. 2011年9月16日発売[37]、ISBN 978-4-08-879198-2
  35. 2011年12月19日発売[38]、ISBN 978-4-08-879245-3
  36. 2012年3月19日発売[39]、ISBN 978-4-08-879286-6
  37. 2012年6月19日発売[40]、ISBN 978-4-08-879353-5
  38. 2012年7月19日発売[41]、ISBN 978-4-08-879372-6
  39. 2012年8月17日発売[42]、ISBN 978-4-08-879395-5

## ゲーム
TOUGH DARK FIGHT (タフダークファイト)
PlayStation 2専用ソフト。コナミより2005年12月1日発売。